# Robinson 2022 (vår)
Vårsäsongen av Robinson 2022 var den 21:a säsongen av Robinson. Säsongen hade premiär den 20 mars 2022 på TV4 och C More. Det var den sista säsongen som Anders Öfvergård är programledare för programmet. Vinnaren av säsongen blev Filip Johansson.
Nytt för denna säsong var att Gränslandet startade från dag ett och bestod initialt av fem deltagare (utmanare) från tidigare säsonger av Robinson. En annan nyhet var ödesurnorna. Varje utröstad deltagare skulle välja en av dessa urnor och krossa den för att se om det blev en duell mot en lagkamrat eller en blodshämnd. Om ödesurnan innehöll en duell fick den utröstade välja vilken lagkamrat denne skulle möta i duellen, och förloraren av duellen tvingades lämna Robinson.

## Deltagare
TV4 avslöjade den 7 mars 2022 säsongens 12 startdeltagare som delades in i lag Syd och lag Nord. Återkommande deltagare, som i början var utmanare, är Anna och Hayes från Robinson 2021, Mattias och Jani från Robinson 2020, samt Linn från Robinson 2019. Dag 9 blev det bekräftat att flera deltagare i lag syd var smittade av Covid-19, och blev därmed tvungna att avbryta deltagandet i programmet. På grund av detta skickades alla från Gränslandet in i Robinson där de bildade lag öst. 21 dagar in i säsongen bildades lag väst som bestod av de nya deltagarna Henrik Appelberg, Tommie Gyllin, Elin Brynzér och Desirée Renfors.
| Namn                         | Ålder | Ort          | Startdag | Lag         | Slutplacering | Elimineringsdag |
| ---------------------------- | ----- | ------------ | -------- | ----------- | ------------- | --------------- |
| Filip Johansson              | 32    | Mariannelund | 1        | Robinson    | 1             | Vinnare         |
| Jessica Jonasson             | 40    | Göteborg     | 1        | Robinson    | 2             | 42              |
| Henrik Appelberg             | 45    | Habo         | 21       | Robinson    | 3             | 42              |
| Desirée Renfors              | 28    | Stockholm    | 21       | Robinson    | 4             | 41              |
| Hanna Bergwall               | 26    | Stockholm    | 1        | Robinson    | 5             | 41              |
| Linn Lund                    | 32    | Arvesund     | 1        | Robinson    | 6             | 41              |
| Peter Szabo                  | 31    | Stockholm    | 4        | Robinson    | 7             | 40              |
| Joel Häggblom                | 25    | Stockholm    | 1        | Robinson    | 8             | 38              |
| Hayes Jemide                 | 47    | Stockholm    | 1        | Robinson    | 9 (lämnade)   | 36              |
| Elin Brynzér                 | 25    | Göteborg     | 21       | Robinson    | 10            | 34              |
| Shevin Urgun                 | 28    | Stockholm    | 1        | Gränslandet | 11            | 34              |
| Tommie Gyllin                | 38    | Hallsberg    | 21       | Robinson    | 12 (diskad)   | 32              |
| Angela Maria Perira Praxedes | 46    | Öjebyn       | 1        | Gränslandet | 13            | -               |
| Mattias Pettersson           | 52    | Motala       | 1        | Gränslandet | 14 (lämnade)  | -               |
| Anna Frycklund               | 55    | Västerås     | 1        | Gränslandet | 15 (skadad)   | -               |
| Gorm Hallberg Lange          | 61    | Stockholm    | 1        | Gränslandet | 16            | -               |
| Jabril Smith                 | 25    | Stockholm    | 4        | Syd         | 17 (lämnade)  | 10              |
| Sandra Cucarano              | 24    | Stockholm    | 4        | Syd         | 18 (covid-19) | 10              |
| Per Grape                    | 43    | Stockholm    | 1        | Syd         | 19 (covid-19) | 9               |
| Christina Nordback           | 33    | Stockholm    | 4        | Syd         | 20 (covid-19) | 9               |
| Isabella Resmark             | 26    | Ängelholm    | 1        | Syd         | 20 (covid-19) | 9               |
| Daniel Granlund              | 39    | Luleå        | 1        | Nord        | 22 (lämnade)  | 8               |
| Eva Andersson                | 55    | Kramfors     | 1        | Syd         | 23            | 6               |
| Jani Jokinen                 | 38    | Motala       | 1        | Gränslandet | 24            | -               |
| Fran Robles                  | 37    | Stockholm    | 1        | Syd         | 25 (lämnade)  | 5               |